# Nikolaj Judenič
Nikolaj Nikolajevič Judenič (rusky Николай Николаевич Юденич;18.jul./ 30. července 1862greg. – 5. října 1933) byl ruský generál a jeden z nejúspěšnějších generálů ruské carské armády během první světové války. V letech 1918-1920 bojoval proti bolševikům.

## Mládí a vojenská kariéra
Judenič se narodil v Moskvě, kde pracoval jeho otec jako úředník. Vystudoval v roce 1881 Alexandrovskou vysokou vojenskou školu a posléze Akademii generálního štábu v roce 1887. Působil jako člen imperiální gardy v Litvě do prosince 1890. V lednu 1892 byl převelen do Turkestánu a byl povýšen na poručíka. V roce 1902 byl Judenič jmenován velitelem 18. pěšího pluku, s níž bojoval ve válce s Japonskem. Ve válce byl dvakrát raněn a na jejím konci byl povýšen na generála. Od roku 1907 sloužil Judenič jako proviantní důstojník na generálním štábu kavkazského vojenského okruhu.

## První světová válka

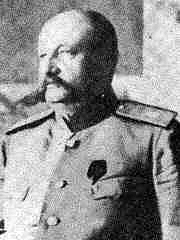
Judeničův portrét

Během války byl velitelem ruských vojsk na Kavkaze, kde vybojoval několik obdivuhodných vítězství nad vojsky tureckého velitele Envera Paši. Zvítězil postupně v bitvě u Sarikamiše, bitvě o Erzurum, dobyl město Trabzon a porazil Turky v bitvě o Erzicanan. Velké úspěchy ruské armády také díky podpoře místních Arménů vedly od roku 1915 k arménské genocidě.
Po únorové revoluci byl Judenič na přímý rozkaz vůdce prozatímní vlády Alexandra Kerenského odvolán a předčasně penzionován. Byl dopraven z Tbilisi do Petrohradu, kde podporoval Kornilovův puč.

## Ruská občanská válka
Po říjnové revoluci utekl do Finska a zapojil do budování bělogvardějských armád. Na jaře 1919 se setkal ve Stockholmu s americkými a britskými diplomaty a dojednal s nimi omezenou podporu Američanů a Britů v boji proti bolševikům.
V červnu 1919 navázal kontakt s admirálem Kolčakem, který založil v Omsku všeruskou vládu a vedl ozbrojený odpor proti bolševikům na Sibiři. Generál Judenič dostal volnou ruku v boji při Baltském moři a severozápadním Rusku a potřebné finanční prostředky. Následně se přesunul do Talinu a setkal se s generálem Rodzjankem, který vedl bělogvardějskou Severní armádu. Oba se shodli, že jejich hlavním cílem bude dobýt Petrohrad a že jejich vojsko bude formálně pod hlavičkou estonské armády. V srpnu 1919 pod tlakem britské vlády a svého klíčového spojence Estonska musel vytvořit protirevoluční Severozápadní vládu, která se skládala z monarchistů, socialistů a menševiků. Následující dva měsíce strávil výcvikem své armády. V září 1919 mu byla k dispozici dobře vycvičená armáda o počtu 17 000 mužů s 53 děly a 6 tanky.

## Útok na Petrohrad
V říjnu 1919 se vrhla jeho armáda na Petrohrad. Město bylo v té době jen lehce bráněno, protože Rudou armádu zaměstnával boj na jiných frontách (především na Sibiři a Ukrajině). Judeničův přítel z carské armády finský generál Mannerheim naléhal na finskou vládu, aby se k útoku připojila. Finská vláda ale podmínila účast svých vojsk v útoku na Petrohrad potvrzením nezávislosti Finska bělogvardějci. Admirál Kolčak, který byl hlavou bělogvardějců, tak nehodlal učinit, a tak byla Mannerheimova prosba odmítnuta.
Severozápadní armáda zatím dobyla Kingisepp a Gatčinu, ale nepodařilo se jí přerušit vlakové spojení mezi Moskvou a Petrohradem. Bolševici tak mohli poslat do města početné posily. Ty zastavily postup Severozápadní armády na konci října 1919 a v listopadu 1919 byli už značně demoralizovaní bělogvardějci zatlačeni zpátky na území Estonska. Vrchní velení estonské armády, díky zápornému vztahu bělogvardějců k nezávislosti nově vzniklých států, zbytky ustupující Judeničovy armády odzbrojili a internovali. V lednu 1920 uzavřelo Estonsko příměří se sovětským Ruskem a bolševici se zavázali uznat estonskou nezávislost. 28. ledna 1920 se Judenič pokusil neúspěšně uprchnout z Estonska s veškerými financemi Severozápadní armády. Byl zadržen generálem Bułak-Bałachowiczem společně s estonskou policií. Při zadržení měl u sebe 227 000 britských liber, 250 000 estonských marek a 110 000 000 finských marek. Peníze byly zabaveny a vyplaceny zbývajícím vojákům Severozápadní armády jako poslední plat. Byl následně uvězněn, ale na nátlak britské vlády byl záhy propuštěn a v únoru 1920 emigroval do Velké Británie, odkud přesídlil do Francie.

## Poválečný život
Po válce nehrál žádnou důležitou roli mezi ruskou emigrací. Usídlil se na Francouzské riviéře, kde taky v roce 1933 nedaleko Cannes ve věku 71 let zemřel.